# Henrich Hansen
Henrich Hansen (* 6. April 1895 in Wester-Ohrstedt; † 1976) war ein deutscher Lehrer, Schriftsteller, Redakteur und Funktionär im Propaganda- und Pressewesen der NSDAP sowie SS-Standartenführer. Er wurde 1937 persönlicher Referent des Reichspressechefs Otto Dietrich. Zu seinen weiteren, vielfältigen propagandistischen Aufgaben gehörte die des Hauptschriftleiters der vom Nationalsozialistischen Lehrerbund (NSLB) herausgegebenen, in Millionenauflage erscheinenden Schülerzeitschrift „Hilf mit!“.

## Leben

### Werdegang bis 1933
Nach dem Besuch des Lehrerseminars arbeitete Hansen bis zum Beginn des Ersten Weltkrieges als freier kulturpolitischer Autor für verschiedene Zeitungen. Am Ersten Weltkrieg nahm er als Kriegsfreiwilliger teil und legte danach sein Examen als Volksschullehrer ab. Er war bis Ende der 1920er Jahre als Zeichenlehrer an Volksschulen in Schleswig-Holstein tätig; daneben arbeitete er schriftstellerisch und künstlerisch. Bis 1927 war er SPD-Anhänger, gleichwohl aber auch Führer einer Einwohnerwehr.
Ab 1930 engagierte er sich zunehmend für die NSDAP und verließ Anfang der 1930er Jahre den Schuldienst, um sich auf seine journalistische Arbeit für die Partei zu fokussieren. 1931 erhielt er eine Festanstellung bei der damals den Nationalsozialisten nahestehenden „Kieler Zeitung“ und 1932 bei der NSDAP-Kreiszeitung „Der Volkskampf“. Anfang 1933 avancierte er zum Schriftleiter der Gauzeitung der NSDAP „Nordische Rundschau“. Daneben nahm er die Funktionen der Hauptschriftleitung der „Schleswig-Holsteinischen Schulzeitung“ und der Zeitschrift des Nationalsozialistischen Lehrerbunds (NSLB) „Kunst und Jugend“ wahr.

### Zeit des Nationalsozialismus
Hansen, der am 1. Januar 1933 dem NSLB und zum 1. Mai desselben Jahres der NSDAP beigetreten war (Mitgliedsnummer 3.548.111), machte in den folgenden Jahren schnell Karriere. Er wurde zunächst Gaupressewart im Gau Schleswig-Holstein, kam 1934 in die Reichsverwaltung des NSLB nach Bayreuth und wurde zum Leiter von deren Hauptstelle Presse und Propaganda im Hauptamt für Erzieher ernannt. Parallel dazu wirkte er von 1935 bis 1937 als Gauamtspresseleiter der Bayerischen Ostmark. 1937 wurde er persönlicher Referent des Reichspressechefs Otto Dietrich in der Reichspressestelle der NSDAP, war für das Zeitschriftenwesen zuständig und leitete dort die Hauptstelle Presse und Propaganda im Hauptamt für Erzieher; bis 1940 unter der Bezeichnung Reichshauptstellenleiter, dann als Reichsamtsleiter, der auch für Personalfragen zuständig war. Zudem hatte er ab 1937 als Hauptschriftleiter der in einer Auflage von bis zu fünf Millionen Exemplaren pro Monat erscheinenden Schülerzeitschrift „Hilf mit!“ eine wichtige Funktion bei der systemkonformen Indoktrination der Schüler. Zum vorrangigen propagandistischen Ziel der Zeitschrift erklärte er 1937 die Eingliederung der Jugend in die deutsche „Gemeinschaftsfront“. Sein Beitrag „Volksgemeinschaft – Wehrgemeinschaft – Blutsgemeinschaft“ in der „Hamburger Lehrerzeitung“ 1937 stand in Verbindung mit den in „Hilf mit!“ ausgeschriebenen Schülerwettbewerben „Volksgemeinschaft – Wehrgemeinschaft“ von 1936 und „Volksgemeinschaft – Blutsgemeinschaft“ von 1937, die in enger Kooperation mit dem Hauptamt für Erziehung in der NSDAP, dem Propagandaministerium sowie dem Rassenpolitischen Amt der Partei durchgeführt wurden.
Ab 1938 stand im Mittelpunkt seiner insgesamt 30 eigenen Beiträge die Propaganda für Hitlers „Größe“ und dessen Entscheidungen. 1939 verfasste er zusammen mit Johann von Leers ein Buch zur deutschen Schul- und Bildungsgeschichte mit dem Titel „Der deutsche Lehrer als Kulturschöpfer“, das durch stark antisemitische Passagen geprägt ist. So ist dort die Rede von „Wellen der Seelenverjudung“ oder der geistigen Tätigkeit in „rassefremdem Formen“, für die als Beispiel die „geistesverjudeten Klosterschulen“ genannt werden.
Während des Zweiten Weltkrieges übernahm Hansen weitere Aufgaben für die NS-Propaganda. Er wirkte als Reichssachgebietsleiter für „wehrgeistige Erziehung“ im NSLB und war Verbindungsoffizier des Hauptamtes für Erzieher zum Oberkommando der Wehrmacht (OKW). Hansen, der 1939 bereits als SS-Obersturmbannführer (SS-Nr. 323.764) in die Dienststelle SS-Obergruppenführer Heißmeyer übernommen worden war, leitete den pädagogischen Beratungsstab beim OKW und war Vorgesetzter der Schul- und Verbindungsoffiziere zur Wehrmacht und Waffen-SS. 1941 wurde er SS-Standartenführer. Eine weitere im Dezember 1942 von seinem Chef Otto Dietrich, der selbst SS-Obergruppenführer war, vorgeschlagene Beförderung innerhalb der SS scheiterte jedoch. Dazu habe er sich nicht „aktiv und energisch“ genug für die Ideen der SS eingesetzt, wie es in einer an den Chef des SS-Personalamtes gehenden Beurteilung hieß. Zudem habe er früher Sympathien für die SPD gehegt und führe ein problematisches Privatleben.
Hansen plante und realisierte zwischen 1939 und 1944 umfangreiche wehrpädagogische Propagandaaktionen. So initiierte er als Hauptschriftleiter der Schülerzeitung „Hilf mit!“ Schülerwettbewerbe wie „Seefahrt tut not“ und „Der Kampf im Osten“. Der über mehrere Ausgaben thematisierte, in Heft Mai/Juni 1942 ausgeschriebene Wettbewerb „Der Kampf im Osten“ legte eine Art Zusammenschau von antijüdischen Denkfiguren und Bolschewismus nahe – eine der Leitfragen des Wettbewerbs lautete: „Was wisst ihr vom Bolschewismus, vom Judentum in der Sowjetunion und in der Welt?“

### Nach 1945
Für die Zeit nach 1945 finden sich in der Literatur keine Angaben zu Henrich Hansen. Lediglich sein Kondolenzschreiben für seinen im November 1952 verstorbenen langjährigen Chef Otto Dietrich wird zitiert: „Unter ihm gearbeitet zu haben, wird mir stets eine Ehre bleiben.“
Hansens Nachlass ist im Kreisarchiv Nordfriesland verwahrt. Im Vorwort und den Angaben des dortigen Findbuchs findet sich der Hinweis, dass Hansen nach eigenen Angaben ab 1949 als Lehrer in Ostenfeld gearbeitet hat und ab den 1950er Jahren zudem Kurzgeschichten für die „Husumer Nachrichten“ schrieb. Nach zehnjähriger ehrenamtlicher Tätigkeit als Kreisarchivar wurde Hansen vor dem Kreisausschuss am 30. November 1973 von Landrat Dr. Petersen feierlich verabschiedet. Nach eigenen Angaben sah er sich zu diesem Zeitpunkt als Schriftsteller.
Als Hansen Ende 1976 starb, schrieben die „Husumer Nachrichten“ in ihrem Nachruf: „Er hatte von vielem etwas, von einem ungewöhnlichen Journalisten, von einem feinsinnigen, in seiner ‚hohen Zeit‘ viel gelesenen Romanautor, von einem künstlerisch begabten Pädagogen, von einem politischen Organisator, sogar etwas von einem strammen Offizier.“

## Schriften
- Jugend an die Front. Ein Büchlein zum Vorlesen. Diesterweg, Frankfurt a. M. 1936
- Der Meldebube. Ein Jugendspiel aus der Zeit des 30jährigen Krieges. A.Strauch, Leipzig 1938 (Neuerscheinung als Online-Ressource. Deutsche Nationalbibliothek. Leipzig; Frankfurt am Main 2016)
- Die Presse des NS-Lehrerbundes. Diesterweg, Frankfurt a. M. 1937
- Volksgemeinschaft – Wehrgemeinschaft – Blutgemeinschaft. Diesterweg, In: Hamburger Lehrerzeitung 16/1937. Heft 1
- Hitler, Mussolini. Der Staatsbesuch des Führers in Italien. Mit einem Vorwort des Reichspressechefs Dr. Dietrich. Raumbild-Verlag, Diessen 1938
- Der Schlüssel zum Frieden. Führertage in Italien. Mit einem Geleitwort von Joachim von Ribbentrop. Klieber, Berlin 1938
- (zusammen mit Johann Leers) Der deutsche Lehrer als Kulturschöpfer. Diesterweg, Frankfurt a. M. 1938
- (als Hrsg.) Volk will zu Volk. Österreichs deutsche Stunde. Mit einem Geleitwort des Reichspressechefs Dr. Dietrich. Westfalen-Verlag, Dortmund 1938
- Das Antlitz der deutschen Frau. Mit einem Geleitwort von Frau Emmy Göring. Westfalen-Verlag, Dortmund 1939
- (zusammen mit Gertrud Kahl-Führtmann) Wider die englische Unkultur. Nationale Verlagsgesellschaft Conrad, Leipzig 1940
- (zusammen mit Hasso von Wedel) Der Kampf im Westen: Raumbild- und Farbaufnahmen. Oberkommando der Wehrmacht (= Die Soldaten des Führers im Felde / Wedel; Bd. 2). Raumbild-Verlag, München 1940
- Fuhrmann Ucker Limpert, Berlin 1942
- Die See ruft. Limpert, Berlin 1942
- Der Schollenreiter. Limpert, Berlin 1943
- (als Bearbeiter) Wegweiser durch den Kreis Husum. Hrsg. vom Kreis Husum. Wolff, Flensburg 1969
- Schönes Nordfriesland.  Wolff, Flensburg 1970